# Late Night with Seth Meyers
Pour les articles homonymes, voir Late Night.
Late Night with Seth Meyers /leɪt naɪt wɪθ sɛθ ˈmaɪərz/ est une émission de télévision américaine, de format late-night show, présentée par l'humoriste Seth Meyers et diffusée en troisième partie de soirée sur le réseau de télévision américain NBC. L'émission, quatrième incarnation du concept Late Night créé par David Letterman, sera diffusé à partir du 24 février 2014.
Elle succède à Late Night with Jimmy Fallon diffusée sur la même chaîne de 2009 à 2014, Jimmy Fallon remplaçant Jay Leno sur la case horaire précédente dans The Tonight Show.

## Déroulement
L'émission commence, comme tous les late-night shows, avec un monologue qui revient sur l'actualité. Elle est ensuite suivie de segments humoristiques divers réalisés avec la complicité de comédiens ou encore de Fred Armisen — le leader de The 8G Band, le groupe qui réalise l'habillage musical de l'émission — qui joue les rôles de faire-valoir de Seth Meyers. 
Suivent ensuite quelques interviews de personnalités du monde culturel ou politique. Les premiers invités de Seth Meyers étaient d'ailleurs Amy Poehler avec qui il a travaillé sur le Saturday Night Live et le vice-président des États-Unis Joe Biden. 
L'émission se termine généralement avec un live musical ou le sketch d'un humoriste de stand-up.